# Народна библиотека Шамац
Народна библиотека Шамац је јавна библиотека, уједно и централна библиотека у општини Шамац. Народна библиотека налази се у улици Краља Александра Карађорђевића бб, смјештена је на 108 метара квадратних. Библиотека располаже са разноврсним књижним фондом од 32.236 инвентарисаних књига.